# Need for Speed: Carbon
Need for Speed: Carbon é um jogo eletrônico de corrida de 2006 e a décima edição da série Need for Speed. Desenvolvido pela EA Canada, Rovio Mobile e EA Black Box, e publicado pela Electronic Arts, foi lançado em 30 de outubro de 2006, para PlayStation 2, PlayStation 3, Xbox, Xbox 360, GameCube, Wii, Windows, Mac OS X e em 2008 para os arcades.
O jogo mostra os jogadores realizando corridas de rua ilegais na cidade fictícia de Palmont City, com a história principal do jogo ocorrendo após os eventos de Need for Speed: Most Wanted e focando no personagem do jogador assumindo o controle da cidade de várias gangues de corrida de rua. Carbon foi o primeiro classificado etariamente para maiores de 12 anos. A versão para portáteis e Zeebo, a qual foi nomeada Need for Speed Carbon: Own the City, teve diversas alterações no enredo, nas habilidades dos companheiros de equipe e na localização da narrativa.
Quando lançado, Carbon chamou atenção pelos gráficos realistas e seus veículos bem detalhados, possuindo a atmosfera noturna como principal característica.

## História
Depois de ser perseguido pela polícia na cidade de Rockport, o jogador, através do desfiladeiro de Carbon, foge para a cidade de Palmont. No entanto, durante a rota, um flashback do que parece ser uma corrida contra Kenji, Angie e Wolf vem à mente do personagem. Um incidente da polícia no final da prova obriga o jogador a fazer uma fuga precipitada de Palmont. Nos dias de hoje, o ex-sargento da polícia e agora caçador de recompensas Cross (interpretado por Dean McKenzie), em seu Chevrolet Corvette C6 Z06 persegue o jogador abaixo do desfiladeiro, fazendo com que sua BMW M3 GTR seja destruída. Pouco antes de Cross prender o jogador, Darius (Tahmoh Penikett) e seu clã chegam. Darius dá a Cross US $ 150.000, e o jogador se encontra com Nikki (interpretada por Emmanuelle Vaugier), uma ex-namorada, em condições ruins.
Darius diz o jogador com a ajuda de Nikki para limpar sua imagem, vencendo as equipes de corrida rivais para ganhar território e para recuperar sua reputação como um corredor de rua em Palmont. Vencendo corridas, uma a uma, o jogador adquire territórios e, finalmente, os distritos de Kenji (Downtown), Angie (Kempton) e Wolf (Fortuna). Depois de vencer cada corrida, o jogador se encontra com um ex-membro do clã de corrida, que quer se juntar ao clã do jogador e revelar as suas observações sobre a noite, onde foi a corrida. Tendo todos os três distritos, Darius pede ao jogador para se encontrar com ele, onde ele revela que só estava usando o jogador o tempo todo para obter mais território. Quando Darius deixa, o jogador, à beira de ser preso por Cross, é salvo por Nikki, que lhe diz que agora ela percebe tudo o que aconteceu meses depois de juntar sua visão da noite e as opiniões dos outros pilotos.
Percebendo que Darius acabou sendo responsável por tudo oque aconteceu aquela noite, antes de uma corrida em Silverton, Darius recebe um telefonema de Nikki para sua equipe e contrata os três chefes anteriores Kenji (Mazda RX-7), Angie (Dodge Charger 1969), e Wolf (Aston Martin DB9). O jogador tenta conquistar Silverton, e expulsar Darius e seu clã Stacked Deck, para limpar a reputação do jogador, uma vez por todas.
Vencendo corridas contra o Stacked Deck, o jogador começa a sua chance de correr com Darius no canyon. Mas ele diz que o jogador irá, novamente, ter que vencer os três últimos chefes (Kenji, Angie, Wolf) no canyon e cidade para correr com ele. Após vencê-los, o jogador finalmente corre contra Darius (na cidade e no canyon) e o derrota. No final do jogo, Darius entrega seu Audi Le Mans Quattro e diz: "deguste ele enquanto dura, há sempre alguém lá fora que é um pouco mais rápido do que você é, e mais cedo ou mais tarde ele vai aparecer" ...», então Darius sai da cidade dirigindo o Jaguar XK de David.

## Modos de jogo
- Carreira - Domine cada área da cidade até ela estar totalmente sobre seu controle
- Corrida rápida - Corrida em meio as ruas da cidade e/ou montanhas.
- Canyon Duel (Duelo em canyons):
  - Primeiro o jogador persegue seu rival, quanto mais perto, mais pontos se ganha;
  - Na segunda parte o jogador é perseguido, quando mais longe de seu rival, menos pontos se perde;
  - Para vencer, deve-se chegar ao final da segunda etapa com pontos sobrando. Caso perca totalmente seus pontos durante a corrida, você será considerado derrotado.
  - Se o perseguidor perder seu alvo de vista por 10 segundos, ele perde;
  - Caso o perseguidor ultrapasse seu rival por 10 segundos, ele vence.
- Pursuit - Um jogador deve fugir enquanto todos os outros devem persegui-lo. Quem alcançá-lo deixa de ser policial e se torna o fugitivo.
- Last man (Online) - A cada volta, o último corredor se torna um policial.
- Free Roam - Passear livremente por Palmont City (somente no modo carreira).

## Personalização

### Equipe
Escolha os melhores membros de sua equipe estrategicamente e use suas respectivas habilidades nas pistas e nas garagens para ajudá-lo a vencer corridas e tunar seus carros, e deixá-los melhores.
Estão disponíveis: Blockers (Bloqueadores), Scouts ("Exploradores") e Drafters (Lançadores)
Os Blockers se lançam contra outros carros, deixando que você passe a frente
Os Scouts procuram e lhe mostram atalhos da pista
Os Drafters ficam na sua frente e te dão vácuo, fazendo você ficar muito mais rápido.

### AutoSculpt
O revolucionário AutoSculpt, ferramenta para personalizar peças, lhe dá o poder de desenhar, montar ou correr com seu carro dos sonhos, já que lhe permite um amplo leque de possibilidades de personalização. Mas lembre se de sempre deixar o carro com melhor aerodinâmica para que faça-o correr mais, opte por para-choques mais "pontudos", aerofólios do tamanho da cabine do motorista, e rebaixe o seu carro pois isso lhe dá mais controle sobre o carro.

### Performance
Destrave upgrades para motor, suspensão, óxido nitroso, turbo, entre outros, para manter seu carro em primeiro lugar.

### Visual
Vença as corridas e os desafios para habilitar novos adesivos, pinturas, película escura, etc.

## Clãs de Palmont City

### Bushido
O líder deste grupo chama-se Kenji, dirige um Mazda RX-7 e possui o dominio do leste da cidade. A região é uma mistura da área urbana de San Diego, Los Angeles e San Francisco. Ambiente urbano, esquinas com muitos prédios. A Bushido corre com carros Tuners, que têm o controle e a dirigibilidade como pontos fortes e velocidade máxima ruim.

### 21St Street crew
A líder deste grupo chama-se Angie, cujo carro é um Dodge Charger R/T e possui o dominio do sul da cidade. Kempton, em sua maior parte, é um local industrial, tem muitos lugares com casas abandonadas, escuros, misteriosos, mas também tem partes com prédios. Este clã corre com carros Muscles, cuja aceleração é incrívelmente rápida, e seu potencial de velocidade é muito bom, mas com controle ruim.

### TFK
Wolf é o líder deste clã, que corre com carro Aston Martin DB9 e com carros Exotics - modelos caros e que privilegiam a velocidade máxima. Possui o lado oeste da cidade: Fortuna. Nesta região de Palmont City, vivem muitas pessoas com alto padrão de vida. Fortuna é muito parecida com Hollywood e Beverly Hills.

### Stacked Deck
O líder é Darius, usando o Audi Le Mans Quattro. A atenção com relação a policiais deve ser redobrada, pois a circulação de policiais é alta. O clã está localizado na região de Silverton (Parte norte do mapa). Este clã corre com Tuners, Muscles e Exotics de Tier (nível) 3. Neste clã, ingressam-se os 3 chefes anteriores com novos carros: Kenji (Mitsubishi Lancer Evolution IX MR), Angie(Dodge Challenger Concept) e Wolf(Lamborghini Murciélago).

## Carros
Os carros do Need for Speed: Carbon são divididos em três classes, cada uma com um ponto forte, investir no que eles possuem de bom, é uma ótima forma de modificá-los na parte da mecânica e também na carroceria, pois o que deixa o possante bonito, nem sempre o deixa eficiente. Seus pontos fortes são:
- Tuners: Ótima direção, perfeitos para Drift, corrida de muitas curvas e para esquivar de outros veículos civis e policiais ou obstáculos, porém, fracos em retas, pois não possuem grande potência;
- Muscles: São os afamados "banheirão". Carros brutos de forte aceleração e muito imponentes devido ao tamanho. São ótimos para atropelar veículos policiais por terem força de sobra. Ótimos em retas, porém toda curva é uma batida, para quem não souber domar essas locomotivas;
- Exotics: Velozes e caríssimos, com formas exóticas e desenho bastante conceitual, uma mistura de carros de luxo com modelos de F1. Não possuem pontos fracos quando bem equipados com tudo bem regulado, porém o piloto acaba sendo o ponto negativo, por estes carros exigirem grande perícia. Um exemplar deste mal regulado ou neglicenciado acaba perdendo muitas corridas e dando a impressão de dinheiro mal gasto.

| - Mazda Speed 3 Axela - Mazda RX-7 - Mazda RX-8 - Mitsubishi Eclipse GT - Mitsubishi Lancer Evolution IX MR - Nissan 240SX - Nissan 350Z - Nissan Skyline GT-R R34 - Renault Clio V6 - Subaru Impreza WRX STI - Toyota Supra - Volkswagen Golf - Chevrolet Camaro SS - Chevrolet Corvette Z06 - Chrysler 300C SRT8 - Dodge Challenger Concept - Dodge Viper SRT-10 - Dodge Charger RT - Dodge Charger SRT8 - Ford Mustang GT - Shelby GT 500 (1967) - Plymouth Hemi Cuda - Alfa Romeo Brera - Aston Martin DB9 - Ford GT - Jaguar XK - Lamborghini Gallardo - Lamborghini Murciélago - Lotus Elise - Mercedes-Benz SLR McLaren - Mercedes-Benz CLK500 - Mercedes-Benz SL65 AMG - Porsche Carrera GT - Porsche Cayman S |

### Bônus
São carros especiais que não estão disponíveis para compra, apenas ao finalizar o jogo, correr em eventos multiplayer ou destravando as cartas bônus.
- Mitsubishi Eclipse GSX
- Toyota MR 2
- Chevrolet Chevelle SS
- Chevrolet Camaro Concept
- Vauxhall Monaro VXR
- Audi Le Mans Quattro
- BMW M3 GTR E46
- Koenigsegg CCX
- Lamborghini Murcielago LP640
- Infiniti G35
- Lexus IS300
- Lotus Europa S
- Pagani Zonda F
- Plymouth Road Runner
- Pontiac GTO
- Porsche 911 GT3 RS
- Toyota Corolla GTS AE86
- Cross Corvette Z06
- Shelby GT 500 (2007)

Ao todo são 53 carros.

## My Cars
My Cars é uma opção do jogo onde o jogador pode personalizar até 20 carros diferentes ou repetir o mesmo modelo dos carros liberados no modo carreira que estão no Stock. O jogador pode modificar e personalizar seus carros sem eliminar os originais e tudo gratuito, ou seja, não será preciso usar o dinheiro ganho no modo carreira.

## Elenco
- Nikki - Emmanuelle Vaugier
- Neville - Chris Gauthier
- Wolf - Shaw Madson
- Kenji - Ken Kirby
- Cross - Dean McKenzie
- Darius - Tahmoh Penikett
- Mysterious Stranger - Dan Rizzuto
- Sal Mustalla - Elias Toufexis
- Angie - Danielle Kremeniuk
- Yumi - Melody/Miyuki Ishikawa

## Lista de carros
Este jogo contém vários carros, são eles:
- Nissan 240SX SE: Need for Speed Carbon: Collectors Edition
- Mazda RX-8
- Chevrolet Camaro SS
- Alfa Romeo Brera
- Mazda MazdaSpeed3
- Chrysler 300C SRT8
- Mercedes-Benz CLK 500
- Mitsubishi Eclipse GSX
- Mitsubishi Eclipse GT
- Volkswagen Golf R32
- Pontiac GTO
- Vauxhall Monaro VXR
- Toyota Corolla GT-S (A386)
- Lexus IS300
- Chevrolet Chevelle SS
- Chevrolet Camaro Concept:Need for Speed Carbon:Collectors Edition
- Jaguar XK:Need for Speed Carbon: Collectors Edition
- Lotus Elise
- Renault Clio V6
- Ford Mustang GT
- Ford Shelby GT500 2006
- Shelby GT500 1967
- Mazda RX-7
- Lamborghini Murciélago
- Lamborghini Murciélago LP640
- Lotus Europa S
- Chevrolet Corvette C6R (Police Federal Interceptor)
- Chevrolet Corvette C6 Z06
- Ford Ranger Rhino (Police Heavy Rhino Unit)
- Mercedes-Benz SL65 AMG
- Pagani Zonda F
- Chevrolet Monte Carlo Civic Cruiser (Police Federal e Undercover)
- Dodge Charger SRT8
- Porsche Cayman S
- Porsche 911 Turbo
- Porsche 911 GT3 RS
- Koenigsegg CCX
- Audi Le Mans Quattro
- Toyota MR2
- Plymouth Road Runner
- BMW M3 E46
- Plymouth Hemi Cuda
- Pagani Zonda F
- Dodge Challenger Concept
- Dodge Challenger R/T
- Lamborghini Gallardo
- Ford GT
- Porsche Carrera GT
- Mercedes-Benz SLR McLaren
- DumpTruck
- FireTruck

## Trilha sonora original (OST)
- Dynamite MC - Bounce
- Dynamite MC - After Party
- Eagles Of Death Metal - Don’t Speak (I Came to Make A Bang!)
- Ekstrak feat. Know-1 - Hard Drivers
- Every Move A Picture - Signs Of Life
- Gary Numan/Tubeway Army - Are "Friends" Electric?
- Grandmaster Flash and The Furious Five - Scorpio
- Goldfrapp - Ride A White Horse (Serge Santiago Remix)
- Kyuss - Hurricane
- Lady Sovereign - Luv Me Or Hate Me
- Ladytron - Sugar (Jagz Kooner Remix)
- Ladytron - Fighting In Built Up Areas
- Melody. - FEEL THE RUSH (Junkie XL Remix)
- Metro Riots - Thee Small Faces
- Part 2 feat. Fallacy - One Of Dem Days (Remix)
- Pharrell feat. Lauren - Skateboard P Presents: Show You How To Hustle
- Priestess - I Am The Night, Colour Me Black
- Roots Manuva - No Love
- Spank Rock - What It Look Like
- Sway - Hype Boys
- The Bronx - Around The Horn
- The Presets - Steamworks
- The Vacation - I’m No Good
- Tiga - Good As Gold
- Tigarah - Girl Fight (Mr. D Hyphy Mix)
- Tomas Andersson - Washing Up (Tiga Remix)
- Valient Thorr - Heatseeker
- Vitalic - My Friend Dario
- Wolfmother - Joker And The Thief
- Yonderboi - People Always Talk About The Weather (Junkie XL Remix)